# 西脑包街道
西脑包街道，是中华人民共和国内蒙古自治区包头市东河区下辖的一个乡镇级行政单位。

## 行政区划
西脑包街道下辖以下地区：
向阳社区、景苑社区、宏源社区、康乐社区、福景社区、井坪社区、贵发社区和西井湾社区。